# Ignjat Bajloni
Ignjat Bajloni (Litomišl, Češka 1811 — Beograd 1875) bio je srpski preduzetnik. Rodonačelnik je porodice Bajloni. Poreklom je Čeh, došao u Srbiju 1855. godine sa ženom i četiri sina.

## Biografija
Rođen je u mestu Litomišlu u Češkoj, u to vreme Habzburškoj monarhiji, gde je izučio kožarski zanat i radio zajedno sa bratom. U potrazi za boljim životom odlučio je da se odseli u Ameriku, ali ga sestra i zet Antonjin Njemec koji su već bili u Srbiji, nagovaraju da se sa porodicom doseli kod njih. Nakon dolaska u Srbiju 1855. godine nastanjuje se negde na Topčiderskom brdu i da radi svoj kožarski zanat uz nešto povrtarstva. Njegov najstariji sin Jakov izučio je bačvarski zanat u jednoj bečkoj pivari, a u Beogradu je radio kod bačvara Kincela. Drugi po rođenju sin, Anton izučio je mlinarski zanat kod svog ujaka Njemeca, koji je držao u zakup državnu vodenicu u Bratincu na Mlavi. Treći sin, Venčeslav, zvani Vasa, ostao je uz oca, dok se najmlađi Jovan školovao na Vojnoj akademiji.

## Poslovanje u Srbiji
U periodu 1858 — 1878. Bajlonijevi su držali gostionicu na Hajduk Veljkovom vencu. Ovu zgradu na Tobdžijskoj pijaci kupio je Antonjin Njemec od izvesnog Milosava Pazarca, dovršio je i dao Ignjatu na upravljanje. Godine 1869. Bajloni kupuje zapuštenu državnu vodenicu na Mlavi u Malom Crniću, koju kasnije dobija na upravu njegov sin Anton, a koji je posle zanata kod ujaka bio na praksi po mlinovima u inostranstvu. Bajloni je kupio i 30 ha zemlje na kojoj se bavio poljoprivredom (uzgajao je goveda i svinje i potom ih prodavao u Budimpešti). Otkupio je malu ručnu pivaru, na čijem je mestu kasnije sagrađena velika pivara opremljena najmodernijom opremom poznatih svetskih fabrika, koja je među prvima koristila električnu energiju Beogradske električne centrale a već 1900. na svetskoj izložbi u Parizu osvojila je značajne nagrade za svoje proizvode. Godine 1870. počinje izgradnja parnog mlina koji je završen i pušten u rad dve godine kasnije pod imenom Ignjat Bajloni i sinovi (premda su vlasnici bili samo sinovi, jer je Ignjat Bajloni u međuvremenu umro).
Bajloni je značajno doprineo napretku Beograda. Pijaca pored nekadašnje pivare naziva se po njemu.

### Sinovi
- Najstariji sin Jakov, bio je bačvar (pinter). Kasnije je preuzeo upravljanje pivarom.
- Drugi o redu sin Anton, izučio je mlinarski zanat, kod ujaka (Antonjina Njemeca) u Bratincu kod Požarevca, gde je ovaj držao državnu vodenicu na Mlavi.
- Treći sin Vasa (Venčeslav) je pomagao ocu u poslu.
- Najmlađi sin, Jovan, nesrećno je poginuo u mladosti pri padu sa konja, nakon što je završio Vojnu akademiju.

## Literatura
- Magazin Svet pića, br. 30/31, decembar 2008.

## Spoljašnje veze
- Nema bolje Amerike od Srbije („Politika“, 1. maj 2016)